# 木村久美 (バレーボール)
木村 久美（きむら くみ、1974年10月14日 - ）は、日本の元女子バレーボール選手。

## 来歴
大阪府堺市出身。中学当時、テレビアニメの影響でバレーボールを始める。四天王寺高等学校ではインターハイを経験し、その後全日本ジュニアに選出された。
1993年、ユニチカに入社。1997年には全日本女子代表選手に選出され、ワールドグランプリ、アジア選手権で活躍した。
2000年、ユニチカ廃部により、東レアローズにチーム全体移籍。同年より主将を務めた。
2003年5月、現役引退。

## エピソード
- ユニチカ時代にはビーチバレー大会に参加した経験があり、1994年には当時チームメイトであった佐伯美香とのペアでジャパンレディース優勝を果たした。佐伯は3年後にユニチカを退社してビーチに本格転向。
- 現役引退翌年の2004年に健康施術院勤務を始めた。
- 2007年に健康施術院を開設し、院長を務めている。自身の現役時代の経験を活かして施術を行っている。

## 球歴・受賞歴
- 全日本女子ジュニア代表 - 1992年
- 全日本代表 - 1997年

## 所属チーム
- 四天王寺高等学校 (1990-1993)
- ユニチカ・フェニックス（1993-2000年）
- 東レアローズ（2000-2003）

## 受賞歴
- 1998年 - 黒鷲旗全日本男女選抜バレーボール大会 敢闘賞、ベスト6
- 2000年 - 黒鷲旗全日本男女選抜バレーボール大会 黒鷲賞（MVP）、ベスト6
- 2002年 - 第8回Vリーグ レシーブ賞